# Humbertochloa
Humbertochloa es un género de plantas herbáceas perteneciente a la familia de las poáceas. Es originario del este de África tropical.

## Especies
- Humbertochloa bambusiuscula A.Camus & Stapf
- Humbertochloa greenwayi C.E.Hubb.